# Szafarnia (województwo mazowieckie)
Szafarnia – wieś sołecka w Polsce położona w województwie mazowieckim, w powiecie ostrołęckim, w gminie Lelis.
Obok miejscowości przepływa rzeka Piasecznica. Tuż przy moście znajduje się zabytkowa kapliczka.
Wierni Kościoła rzymskokatolickiego należą do parafii Najświętszej Maryi Panny Ostrobramskiej Matki Miłosierdzia w Dylewie

## Historia

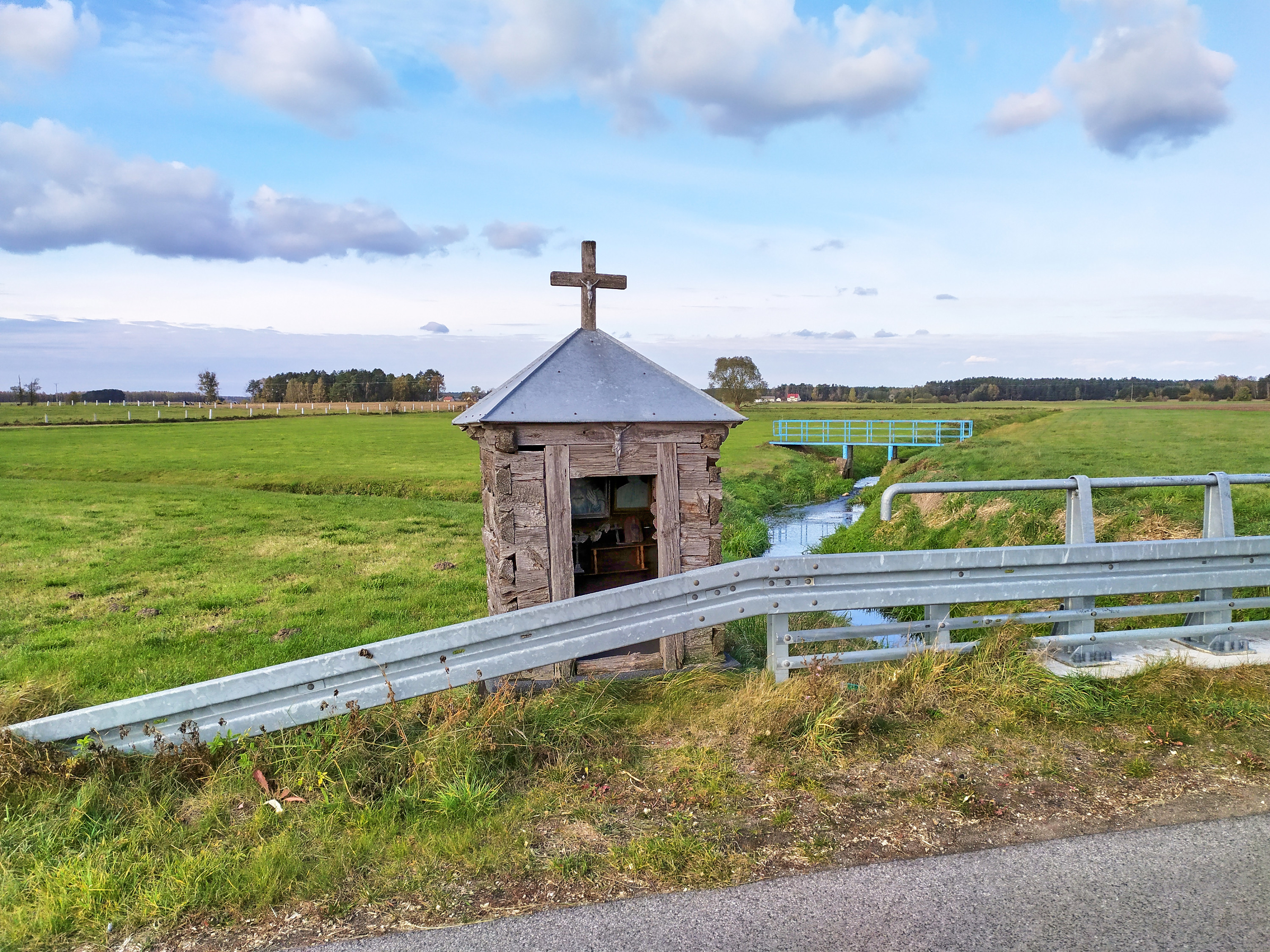
Kapliczka przy moście na Piasecznicy

W latach 1921–1939 wieś leżała w województwie białostockim, w powiecie ostrołęckim, w gminie Dylewo, a od 1931 w gminie Durlasy.
Według Powszechnego Spisu Ludności z 1921 roku wieś zamieszkiwało 199 osób, 193 było wyznania rzymskokatolickiego a 6 mariawickiego. Jednocześnie wszyscy mieszkańcy zadeklarowali polską przynależność narodową. Były tu 32 budynki mieszkalne. Miejscowość należała do parafii rzymskokatolickiej w Kadzidle. Podlegała pod Sąd Grodzki w Ostrołęce i Okręgowy w Łomży; właściwy urząd pocztowy mieścił się w m. Kadzidło.
W wyniku agresji niemieckiej we wrześniu 1939 wieś znalazła się pod okupacją niemiecką. Od 1939 do wyzwolenia w 1945 włączona w skład Landkreis Scharfenwiese, rejencji ciechanowskiej Prus Wschodnich III Rzeszy.
W latach 1975–1998 miejscowość administracyjnie należała do województwa ostrołęckiego.